# Бобровецький потік
Бобровецький потік (словац. Bobrovecký potok) — річка в Словаччині, ліва притока Оравиці, протікає в окрузі Тврдошін.
Довжина приблизно 7.5-8.0 км. Витік знаходиться в масиві Західні Татри (геоморфологічна підодиниця Особіта — схил гори Бобровец) — на висоті близько 1240 метрів. Протікає територією міста Тврдошін.
Впадає в Оравицю на висоті приблизно 780—785 метрів.